# 존왕양이

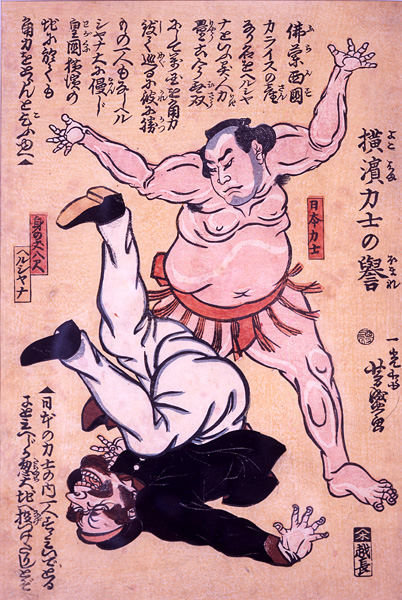

존왕양이(일본어: 尊王攘夷)는 왕을 높이고, 오랑캐를 배척한다는 의미를 갖고 있다.
고대 중국의 춘추시대에 서주 왕조의 천자(天子)를 세우고, 영내에 침입하는 이민족(남방의 초나라가 대표)을 물리친다는 의미에서 춘추시대 패자들이 이용한 표어를 한국과 일본에서 차용했다.
특히 일본에서 존왕론과 양이론이 결합된 에도 막부 말기 미토가쿠의 사상으로, 후지타 도코(일본어: 藤田東湖), 아이자와 야스시(일본어: 会沢安) 등이 중심이 되어 이 표어를 퍼뜨렸고, 도막(막부 타도) 움직임으로 이어지게 되었다.

## 유래
고대 중국 춘추 시대(春秋時代) 주(周) 왕실의 천자(天子)를 받들어 높이고 영내로 쳐들어 오는 이적(夷狄) 즉 중화사상(中華思想)의 관점에서 사방으로부터 중화 세계를 쳐들어오는 이민족들을 물리친다는 의미로, 주 천자를 「왕」(王)의 모델로 하였으므로 원어는 당연히 「존왕」(尊王)이었다(다만 「양이」의 경우 처음 양이의 대상 즉 주 왕실 및 중화세계의 입장에서 ‘이적’은 주의 남방에 위치한 초를 가리키는 것이기도 했다). 당시 패자(覇者)들이 사용한 용어를 에도 말기 일본의 국학자(国学者)들이 유입시켜 퍼뜨려 쓴 것이다.
중국에서 이러한 용어가 가리키는 용법의 실제 사례로써 제 환공(齊桓公)이 주 왕실에 대한 예를 저버리지 않고 제후들을 일치단결시켜 초로 대표되는 이적들을 토벌하였다.
춘추시대 제 환공 23년(기원전 663년) 제의 북쪽 변경에 거하던 이민족 산융(山戎)이 제와 이웃한 연(燕)을 침공했다. 연은 제에 구원을 요청해 제가 연에 원병을 파견하였다.
제 환공 25년(기원전 661년) 산융은 다시금 형(邢)을 쳐들어왔다. 당시 제의 재상이던 관중(管仲)이 나서서 「융적은 이리와도 같은 족속으로 그 욕심이 끝이 없고, 제하는 모두가 친족과 같으니 내버려둘 수 없습니다」(戎狄豺狼，不可厭也；諸夏親昵，不可棄也)라며 도울 것을 주창했고 제 환공은 다시금 병사를 내어 산융을 치고 형을 구원하였다.
노 희공(魯僖公) 4년(기원전 656년) 제 환공은 제후들을 거느리고 초(楚)로 들어갔고 초에 대해 천자가 주관하여 하늘에 올리는 제사에 제후가 의무로 바쳐야 할 초모(茅草)를 바치지 않아 하늘에 대한 제사가 제대로 거행되지 못하고 차질이 생기게 한 것을 힐문하였으며, 초가 자국의 잘못임을 시인하게 하였다.
노 희공 9년(기원전 651년) 제 환공은 각지의 제후들을 불러모아 규구지맹(葵丘之盟)이라 불리는 회맹을 열었다. 이 자리에서 제 환공은 「주 왕실을 받들고 이적을 물리치며, 찬역과 시해를 금단하고 겸병하는 짓을 억제한다」(尊周室，攘夷狄，禁篡弒，抑兼併)라고 제창하였다. 주 양왕(周襄王)은 이에 재공(宰孔)을 보내 회맹에 참가하게 하였으며, 아울러 주 왕실에서 제사에 제수로 올렸던 고기를 제 환공에게 하사하였다.
제 환공이 규구 회맹에서 주창한 두 단어, 국가 존립의 근거로써의 왕에 대한 존숭인 존왕(尊王), 그 국가의 존립을 위협하는 침략자에 대한 저항의식인 양이(攘夷)가 후대에 한데 합쳐져 「임금을 받들며 임금을 중심으로 뭉쳐, 임금과 내 나라를 위협하는 오랑캐 이적들을 물리친다」는 뜻의 존왕양이라는 말의 유래가 되었다.
그뒤 존왕양이(尊王攘夷)를 주창한 것은 송학(宋学) 즉 송대에 등장한 성리학(주자학)을 배워 따르는 유학자들이었다. 송 왕조가 북방의 여진족 금 왕조에 쫓겨 장강(양자강) 이남으로 내려온 뒤(남송) ‘군주’를 받들어 지키며(존왕) 북방의 ‘이적’ 여진족을 물리친다(양이)라는 국가관을 내세웠던 것이다.
근대 이래 중국에서 청대의 학자 위원(魏源)의 저서 《해국도지》(海國圖志)에서 등장한 이적의 장기로 이적을 제압한다(師夷長技以制夷)라는 말의 「이인」(夷人) 또한 비슷한 개념이었다.

## 한국
조선 말기인 고종의 친아버지로써 섭정했던 흥선대원군이 편 대외 정책의 기조였던 쇄국 정치에 동원된 구호 역시 존왕양이로 여기서 양이의 대상은 막부 말기 일본에서와 같은 구미 열강이었다. 조선에 대해 개항을 요구하며 들이닥친 프랑스 및 미국의 군대를 상대로 조선은 병인양요와 신미양요라는 두 차례의 전쟁을 치렀고, 이후 각지에 척화비가 세워지는 등 양이 의식이 더욱 고조되었다.

## 일본
일본은 에도 시대 말기까지 막부의 쇼군이 실질적 일본의 지배자였고, 천황은 허수아비에 불과했다.
1854년 미국의 대포에 굴복하여 강제로 개항한 쇼군의 무력함을 본 하급 사무라이 계층이 존왕양이의 명분을 내세우며 테러 형태로 서양 세력에 저항했다.
존왕양이 중심은 사쓰마번과 조슈번이었다. 사쓰마는 영국과 전쟁에서 1863년 완패했고, 조슈 역시 같은 해 시모노세키에서 외국 군함을 포격했다가 다음 해인 1864년 미국, 영국, 프랑스, 네덜란드 4개국 연합함대의 공격을 받고 여지없이 패했다. 조슈의 경우에는 영국에서 유학하던 이노우에 가오루와 이토 히로부미가 재빨리 돌아와서 번의 태도를 변경했다.
존왕양이론이 가장 강경했던 사쓰마와 조슈가 서양의 무력을 감지하고 재빨리 양이를 개국(開國)으로 전향하지 않았다면 서양 강대국들이 무력으로 일본의 양이론을 쳐부수고 군사적으로 일본을 점령했을 것이다. 하지만 일본은 항상 전쟁에 패하면 전술적으로 재빨리 전환하고 변신하는데, 그러한 성향이 일본을 지켰다고 보는 학자도 있다. 마루야마 마사오에 따르면, 일본 근대사에서 존왕양이는 오랑캐와 교섭할 뿐만 아니라 문명개화로 이어지고 민권론으로까지 이어진다. 초기 사족민권론은 양이론의 연속으로 히라타 국학 같은 것을 진심으로 믿는 활동가들이 섞인 중에 1877년 세이난 전쟁까지 나아갔다. 하지만 또 다른 부류의 사람들은 양이론을 전술적으로 이용하여 막부를 타도하려고 했다.
결국 존왕양이는 쿠데타를 일으키는 명분이 되어 에도 막부의 통치 체제를 무너뜨리고 천황 중심의 국가체제를 세우게 만들었다. 하지만 애초 내걸었던 존왕양이의 두 가지 명분 중 양이는 슬그머니 포기한 채 오히려 서구화 내지 근대화를 앞당기는 메이지 유신을 단행하기에 이른다.

## 같이 보기
- 안세이 대옥
- 위정척사
- 나마무기 사건
- 도사 근왕당
- 다케치 즈이잔(일본어: 武市瑞山)
- 사카모토 료마(일본어: 坂本龍馬)
- 왕정복고 (일본)
- 메이지 유신
- 대정봉환